# Säurezeiger
Als Säurezeiger werden Pflanzen bezeichnet, die nur auf Böden mit einem gewissen pH-Wert gedeihen können.
Anhand dieser Pflanzen kann man den Säuregehalt des Bodens erkennen. Die Besenheide (Calluna vulgaris) zum Beispiel lebt auf sauren Böden.
Mit dieser gehen Süßgräser wie das Goldschwingelgras (Festuca paniculata), oder der in Nord- bis Mitteleuropa verbreitet vorkommende Schaf-Schwingel, gerne in Pflanzengesellschaft. Der Echte Schaf-Schwingel, Namensgebend für die Artengruppe der Schaf-Schwingel (Festuca ovina agg.), bevorzugt lockere, drainiert basenarme Böden und gilt damit ebenfalls als Säurezeiger.